# SRTV
SRTV (sigla de Sistema Regional de Televisão) é uma emissora de televisão brasileira sediada em Pedreira, porém concessionada em Amparo, ambas cidades do estado de São Paulo. Opera no canal 14.1 (14 UHF digital) e é afiliada à TV Brasil. Fundada em 1996 com o nome de TV Pedreira, pertence à Fundação Sistema Regional de Televisão.

## Programação
Além de retransmitir a programação nacional da TV Brasil, a SRTV produz os seguintes programas:
- SRTV Notícias (Edição da manhã): Telejornal, de segunda a sexta às 06:00, 09:00 e 11:30;
- SRTV Notícias (Edição da noite): Telejornal, de segunda a sexta às 17:45, 21:00 e à meia-noite;
- Desenhos Bíblicos: De segunda a sexta às 16:00;
- Sessão Kids SRTV: De segunda a sexta às 10:00, 16:30 e 20:00, sábado às 10:00, e domingo às 11:00;
- Programa Sérgio Caparroz: Musical, de segunda a sexta às 17:00;
- Cine SRTV: De segunda a sexta às 21:40 e 00:40, sábados às 21:30 e 01:00, e domingos às 22:00 e 01:00

## Retransmissoras
| Cidade   | Canal   |
| -------- | ------- |
| Pedreira | 39 (48) |